# 太陽生命ウィメンズセブンズシリーズ2020
太陽生命ウィメンスセブンズシリーズ2020（WOMEN'S SEVENS SERIES 2020）は、2020年5月2日から6月28日まで開催予定だった女子7人制ラグビー大会「太陽生命ウィメンズセブンズシリーズ」。7回目となるこの大会シリーズは、新型コロナウイルス感染症の世界的流行のため、全試合が中止された。
日本ラグビーフットボール協会主催で、太陽生命保険が特別協賛を行い、全国各地４か所を転戦するサーキット方式。高校、大学、クラブの単独チーム、またはその合同チームが出場対象。

## 概要
この大会は、国内チームによる女子7人制大会としては上位大会に位置付けられ、出場する12チームは「コアチーム」呼ばれる。
新型コロナウイルス感染拡大防止のため、観客・選手・関係者の健康と安全の確保、出場チームの準備不足によるケガのリスクなどが考慮され、第1戦・第2戦は2020年4月2日に、第3戦・第4戦は4月22日に、中止が決定された。7月中旬に予定していた入替戦も中止となった。

## 予定されていた大会日程
出典
- 第1戦（東京大会）：2020年5月2日(土) - 3日(日)、秩父宮ラグビー場（東京都港区）
- 第2戦（静岡大会）：5月16日(土) - 17日(日)、小笠山総合運動公園エコパスタジアム（静岡県袋井市）
- 第3戦（秋田大会）：6月13日(土) - 14日(日)、あきぎんスタジアム（秋田県秋田市）
- 第4戦（鈴鹿大会）：6月27日(土) - 28日(日)、三重交通G スポーツの杜 鈴鹿 サッカー・ラグビー場（三重県鈴鹿市）

## 予定されていた参加チーム
これらのチームは、翌年に「2021シリーズ」で参加した。
- ながとブルーエンジェルス（2019シリーズ1位）
- ARUKAS QUEEN KUMAGAYA WOMEN’S SEVENS RUGBY FOOTBALL CLUB（2019シリーズ2位）
- MIE WOMEN‘S RUGBY FOOTBALL CLUB PEARLS（2019シリーズ3位）
- 東京山九フェニックスラグビークラブ（2019シリーズ4位）
- YOKOHAMA TKM（2019シリーズ5位）
- RKUラグビー龍ケ崎GRACE（2019シリーズ6位）
- 日本体育大学ラグビー部女子（2019シリーズ7位）
- 自衛隊体育学校PTS（2019シリーズ8位）
- 北海道バーバリアンズディアナ（2019シリーズ9位）
- 追手門学院女子ラグビー部VENUS（2019シリーズ10位・入替戦1位）
- チャレンジチーム（2019シリーズ12位）
- 四国大学女子ラグビー部（2019シリーズ入替戦2位）

### チャレンジチーム
- コアチームではない高校・大学・クラブのチームに所属する選手が、日本ラグビーフットボール協会ほか各協会からの推薦を受けて編成される。その出場メンバーは大会ごとに異なる。